# Mas de la Riera (Saus, Camallera i Llampaies)
Mas de la Riera és una masia situada al municipi de Saus, Camallera i Llampaies, a la comarca catalana de l'Alt Empordà.
A escassa distància hi trobem la petita elevació de la Muntanya.